# Манометр (завод)
Общество с ограниченной ответственностью «Манометр» — московский (нынешнее местонахождение — Саратовская область, Энгельс (город)) завод, выпускающий приборы для контроля и управления теплоэнергетическими процессами.
Приборостроительный  завод «Манометр»  расположен по адресу: 413119, Саратовская область, г. Энгельс-19.

## История
Московский бронзомеднолитейный, чугунолитейный и арматурный заводы и фабрика манометров были основаны в 1886 году подольским мещанином предпринимателем Федором Федоровичем Гакенталем. В этом же году завод стал выпускать предохранительные клапаны, манометры и вакуумметры, контрольные аппараты для гидравлических процессов, термометры, гидравлические весы, водомеры для промышленного оборудования. К 1895 году в цехах завода работало около 500 рабочих.
Современное название завод получил в 1922 году. В 1932 году завод выпустил 165,2 тысяч штук манометров — почти в 7,7 раз больше, чем в 1927 г. В 1930-е годы продукцией завода «Манометр» были также авиационные приборы, регуляторы давления.
В годы Великой Отечественной войны часть завода была эвакуирован в Томск. На оставшемся оборудовании в Москве выпускались мины и вооружение. После окончания войны завод вернулся в Москву, а на базе производственных мощностей в Томске был организован завод «Манотомь».
В 1980-х годах на заводе провели модернизацию производства, в ходе которой запустили 9 механизированных поточных и автоматических линий. Завод пополнил ассортимент выпускаемой продукции преобразователем давления «Сапфир-22», манометрами «МКШ».
В 1990-е годы завод акционировался, часть цехов была закрыта. В ходе московской городской программы по выводу промышленных предприятий из города заводское производство было перенесено в город Энгельс Саратовской области. В 2008 году бывшие производственные помещения в Москве занял Центр дизайна Artplay.
В настоящее время продукция завода выпускается в 15 комплексно-механизированных цехах, 25 поточно-конвейерных линиях.
Приборы, выпускаемые на заводе используются в разных отраслях промышленности, экспортируются в Иран, Ирак, Китай, Монголию, Вьетнам, Индию, Египет.
На заводе «Манометр» с 1976 года работает музей революционной, боевой и трудовой славы. Есть своя газета «Манометр», носившая в 1930-е годы название «Сирена».
На сегодняшний день[когда?] ООО «Манометр» входит в Группу компаний «Сигнал».

## Продукция
Завод выпускал большое количество различной продукции. Например, самопишущие и регулирующие вторичные приборы, датчики для измерений давления, влажности, блоки преобразования сигналов, устройства искрозащиты, питания, преобразователи давления Сапфир - 22МТ, 22МП; металлические диафрагмы, фланцы, малогабаритные датчики давления, манометры, вакууметры,  разделители мембранные, цифровые комплексы для измерения давления ИПДЦ, прессы и другие.
В настоящее время часть продукции выпускает ЭПО Сигнал — преобразователи давления Сапфир-22М/МТ, малогабаритные датчики давления МТ101 и другие.

## Санкции
12 декабря 2023 года, из-за российского вторжения на Украину, предприятие включено в блокирующий санкционный список США против компаний поставляющих продукцию для российской военно-промышленной базы

## Руководство
Руководитель предприятия – Лазарев Андрей Николаевич.

## Награды
- Орден Трудового Красного Знамени (1966).